# Bartramia circinnulata
Bartramia circinnulata är en bladmossart som beskrevs av C. Müller och Kindberg in Macoun 1892. Bartramia circinnulata ingår i släktet äppelmossor, klassen egentliga bladmossor, divisionen bladmossor och riket växter. Inga underarter finns listade i Catalogue of Life.